# Dudowa Przełęcz
Dudowa Przełęcz – położona na wysokości 1815 m n.p.m. przełęcz w północnej grani Kończystego Wierchu pomiędzy Kończystym Wierchem (2002 m) a Czubikiem (1845 m). Zachodnie stoki spod przełęczy opadają do Doliny Jarząbczej, wschodnie zaś do Doliny Starorobociańskiej.
Na wschodnich stokach grzbietu z Dudową Przełęczą znajduje się Dudowa Kotlina, w której leży pięć Dudowych Stawków. Nazwy wszystkich tych obiektów pochodzą od góralskiego nazwiska Duda. W stokach zachodnich pod przełęczą znajduje się Żleb spod Czubika. Przełęcz jest trawiasta, w miejscu tym dominuje sit skucina.

## Szlaki turystyczne
szlak trawersujący grzbiet Czubika i prowadzący na Kończysty Wierch. Czas przejścia: 55 min, ↓ 45 min